# Ol'
Ol' (in lingua russa Оль) è un centro abitato dell'Oblast' autonoma ebraica, situato nel Smidovičskij rajon.